# Svenska mästerskapen i jujutsu 1997
Svenska mästerskapen i ju-jutsu 1997 avgjordes i Timrå den 5 april - 6 april 1997.
Arrangerande förening var  Timrå ju-jutsuklubb. 

## Resultat
| Placering | Namn              | Klubb          |
| --------- | ----------------- | -------------- |
| Guld      | Ingela Viktorsson | Umeå Budoklubb |
| Silver    | Annelie Notström  | Nacka JJK      |
| Brons     | Marie Wilhelmsson | Högdalens BK   |

| Placering | Namn           | Klubb          |
| --------- | -------------- | -------------- |
| Guld      | Anna Dimberg   | Uppsala JJK    |
| Silver    | Åsa Bertilsson | Umeå Budoklubb |
| Brons     | Anna Fransson  | Umeå Budoklubb |

| Placering | Namn                    | Klubb              |
| --------- | ----------------------- | ------------------ |
| Guld      | Jennie Brolin           | Uppsala JJK        |
| Silver    | Åsa Ulfsdotter-Kjellman | Östersunds Budokai |

| Placering | Namn             | Klubb        |
| --------- | ---------------- | ------------ |
| Guld      | Musse Hasselvall | Nacka JJK    |
| Silver    | Jan Olsson       | Uppsala JJK  |
| Brons     | Magnus Larsson   | Borlänge JJK |

| Placering | Namn            | Klubb          |
| --------- | --------------- | -------------- |
| Guld      | Johan Blomdahl  | Herrljunga JJK |
| Silver    | Samuel Lundberg | Umeå BK        |
| Brons     | Niklas Poijes   | Nacka JJK      |

| Placering | Namn               | Klubb        |
| --------- | ------------------ | ------------ |
| Guld      | Ricard Carneborn   | Nacka JJK    |
| Silver    | Lars-Olov Allerhed | Borlänge JJK |
| Brons     | Håkan Arvidsson    | Kalmar BK    |

| Placering | Namn              | Klubb              |
| --------- | ----------------- | ------------------ |
| Guld      | Mikael Smith      | Linköpings BK      |
| Silver    | Morgan Stoppert   | Linköpings BK      |
| Brons     | Fredrik Johansson | Östersunds Budokai |

| Placering | Namn             | Klubb          |
| --------- | ---------------- | -------------- |
| Guld      | Magnus Cederblad | Stockholms JJD |
| Silver    | Mattias Forsberg | Högdalens BK   |
| Brons     | Niclas Sjöberg   | JJK Samurai    |

| Placering | Namn                             | Klubb            |
| --------- | -------------------------------- | ---------------- |
| Guld      | Isabelle Sarfati / Cecilia Bröms | Upplands Bro JJK |
| Silver    | Johanna Hjorteen / Åsa Lindberg  | Sundsvalls BK    |

| Placering | Namn                                 | Klubb         |
| --------- | ------------------------------------ | ------------- |
| Guld      | Kåre Nordström / Morgan Nordström    | Timrå JJK     |
| Silver    | Kjell Bornemo / Kenneth Linnarkrantz | Linköpings BK |
| Brons     | Björn Hallstig / Thomas Strandberg   | Umeå BK       |

| Placering | Namn                              | Klubb          |
| --------- | --------------------------------- | -------------- |
| Guld      | Sara Johansson / Stefan Lindström | Växjö JJK      |
| Silver    | Lena Kuismin / Fredrik Rosén      | Hudiksvall JJK |
| Brons     | Ulrika Fyrhake / Thomas Åström    | Högdalens BK   |

## Medaljfördelning
| Nr | Klubb              | Guld | Silver | Brons | Totalt |
| -- | ------------------ | ---- | ------ | ----- | ------ |
| 1  | Nacka JJK          | 2    | 1      | 1     | 4      |
| 2  | Uppsala JJK        | 2    | 1      | 0     | 3      |
| 3  | Umeå BK            | 1    | 2      | 2     | 5      |
| 4  | Linköpings BK      | 1    | 2      | 0     | 3      |
| 5  | Herrjunga JJK      | 1    | 0      | 0     | 1      |
| 5  | Stockholms JJD     | 1    | 0      | 0     | 1      |
| 5  | Timrå JJK          | 1    | 0      | 0     | 1      |
| 5  | Växjö JJK          | 1    | 0      | 0     | 1      |
| 5  | Upplands Bro JJK   | 1    | 0      | 0     | 1      |
| 10 | Högdalens BK       | 0    | 1      | 2     | 3      |
| 11 | Borlänge JJK       | 0    | 1      | 1     | 2      |
| 11 | Östersunds Budokai | 0    | 1      | 1     | 2      |
| 13 | Hudiksvall JJK     | 0    | 1      | 0     | 1      |
| 13 | Sundsvalls BK      | 0    | 1      | 0     | 1      |
| 15 | JJK Samurai        | 0    | 0      | 1     | 1      |